# Jean Rouvier
Jean Rouvier fue un historiador y escritor francés.

## Biografía
Recibió el premio "Grand Prix Gobert" de historia de la Academia francesa.

## Teorías
Accusó la masonería de influencia subversiva en la sociedad.

## Obras
- Les grandes idées politiques des origines à J.J. Rousseau, Bordas, 1973
- Du Pouvoir dans la République romaine : Réalité et légitimité, étude sur le consensus
- Varia : études de droit romain, con Edgar Faure